# 胜利坑

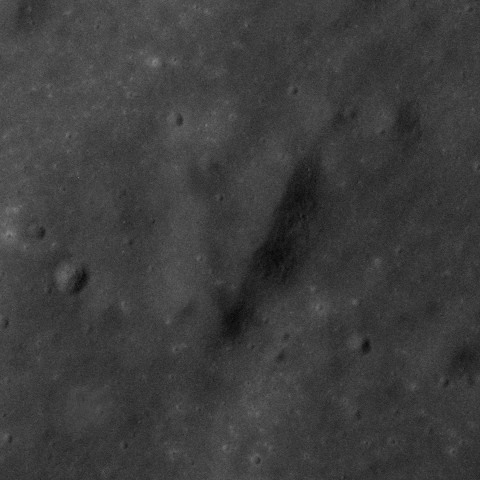
阿波罗17号全景相机照片

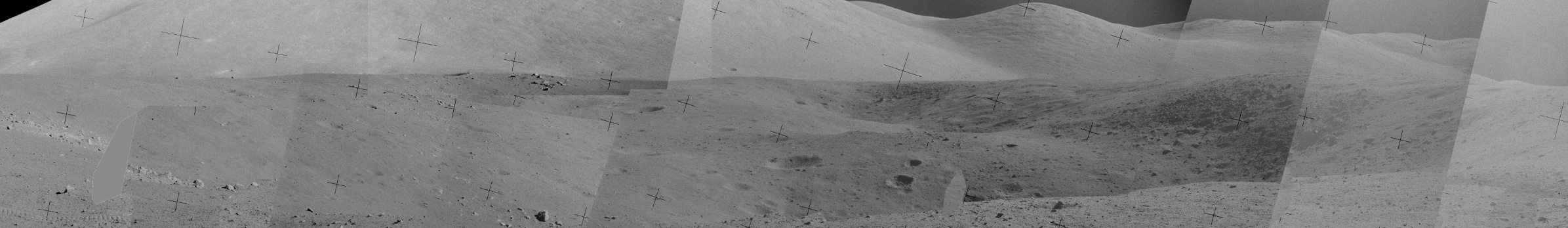
阿波罗17号拍摄的胜利坑，面向北方。

胜利坑（Victory）是月球表面的一处地质特征，一座位于陶拉斯-利特罗谷中的陨石坑。1972年在阿波罗17号任务期间，宇航员尤金·塞尔南和哈里森·施密特曾到访过它。在第二次舱外活动中，当宇航员们从矮子月坑返回登月舱途中，曾在它的南侧边缘停留过。
胜利坑的西面是矮子月坑，东面则为卡米洛特月坑、霍雷肖月坑以及飞船着陆点，往南坐落了勃朗特月坑。
该陨坑是宇航员为纪念温斯顿·邱吉尔在1940年发表的著名“胜利”演讲而命名。